# 大林町 (小松島市)
大林町（おおはやしちょう）は徳島県小松島市の町名。郵便番号は773-0022。

## 地理
小松島市の中央東寄りに位置。東は坂野町、南は阿南市羽ノ浦町宮倉に接し、西は立江町、北は赤石町・和田津開町に接する。
国道55号が南北に縦断して県南地方と結び、徳島県道141号大林那賀川阿南線が中央部で東方に分岐して坂野町に通じ、北境を徳島県道218号和田島赤石線が東西に横断して和田島町と結ぶ。
この地域は南部に孤立した小丘があるほかは平坦な農村地域で、各地に農村集落が形成されており、宮免には市営立江大林団地がある。また国道や県道に沿って商店が点在している。主要な産業は農業で米作地帯であるが、兼業農家が大部分を占めている。

### 河川
- 石見川
- 中津川
- 北馬川

### 小字
| - 赤石 - 石見川 - 岩戸 | - 蛭子免 - 金岡 - 金島 | - 鎌須 - 北浦 - 高橋 | - 戸井ノ内 - 中新田 - 中津 | - 中村 - 本村 - 宮ノ本 | - 宮免 - 森ノ本 - 立光地 |  |

## 歴史
1955年に小松島市に編入される。

## 世帯数と人口
2022年（令和4年）7月31日現在の世帯数と人口は以下の通りである。
| 町丁   | 世帯数  | 人口    |
| ------ | ------- | ------- |
| 大林町 | 962世帯 | 2,256人 |

## 小・中学校の学区
市立小・中学校に通う場合、学区は以下の通りとなる。
| 番地 | 小学校               | 中学校                   |
| ---- | -------------------- | ------------------------ |
| 全域 | 小松島市立新開小学校 | 小松島市立小松島南中学校 |

## 交通

### 道路
国道
- 国道55号（阿南道路）

都道府県道
- 徳島県道28号阿南小松島線
- 徳島県道120号徳島小松島線
- 徳島県道141号大林那賀川阿南線

## 施設

### 教育機関
- 小松島市立新開小学校

### 社寺
- 現福寺 - 高野山真言宗の寺院。法海山因陀羅院。木造薬師如来座像は県文化財となっている。
- 日吉神社
- 東吉神社
- 事代主神社
- 八城神社
- 天神社